# 그레그 니콜
그레고리 "그레그" 니콜(영어: Gregory "Greg" Nicol, 1975년 4월 2일 ~ )은 남아프리카 공화국의 필드하키 선수이다. 1996년 하계 올림픽과 2004년 하계 올림픽에 남아프리카 공화국 국가대표로 참가하였다. 현재 뉴질랜드 국가대표팀 감독을 맡고 있다.

## 선수 경력
남아프리카 공화국 국가대표로서 200경기에 출전하여 244골을 넣었다.